# Історичний середньовічний бій
Історичний середньовічний бій (ІСБ)  — сучасний вид спорту,  повноконтактний вид боротьби з використанням наступального та оборонного озброєння, характерних для середньовіччя. У історичному середньовічному бою використовується сталева, не заточена зброя, створена за зразками епохи середньовіччя. Бійці одягнені в повні обладунки, які, як і незагострена зброя, виготовлені за історичними зразками. Удари наносяться в будь-які частини тіла (з урахуванням обмежень, зафіксованих у правилах). Дозволені як удари щитом-зброєю, так і застосування прийомів з єдиноборств.
На відміну від показових боїв, які найчастіше проводяться на фестивалях історичної реконструкції середньовіччя, історичні середньовічні бої відбуваються в повний контакт та за участі спортивних арбітрів. Арбітри мають спеціальну підготовку і досвід участі у боях.
Історичний середньовічний бій є спортивною складовою історичної реконструкції середньовіччя. Змагання між спортсменами зазвичай проводяться на фестивалях історичної реконструкції. Головним змаганням між бійцями історичного середньовічного бою  є «Битва Націй», — міжнародний чемпіонат з історичного середньовічного бою.
Основна ідея цієї складової реконструкції — з одного боку, максимальна змагальна складова для учасників, з іншого — можливість перевірити   історичне спорядження в умовах, максимально наближених до справжніх бойових. Тому, для участі в боях необхідне спорядження, яке відповідає реальним історичним аналогам.
З метою зменшення травматизму зброя використовується не заточена, тупа, а спорядження перед початком боїв ретельно перевіряється арбітрами.
На відміну від історичного фехтування, історичний середньовічний бій бере дуже багато від сучасних видів єдиноборств, оскільки техніка боротьби є його важливою складовою. Тобто це не тільки не заборонено, але й є обов'язковим використання борцівських прийомів різних шкіл єдиноборств, які можливо виконати із середньовічною зброєю у руках і обладунком на тілі.

## Історія
Історичний середньовічний бій веде свій відлік від перших масштабних битв на сталевій зброї, які проводилися на  ₚосії наприкінці дев'яностих-початку нульових років XX століття, в той час, коли в інших країнах колишнього СНД билися ще тільки на дерев'яних і текстолітових макетах. Прикладом може служити фестиваль «Залізний град» в Ізборську, де проходили бугурти за участю сотень учасників.
Турніри з історичного середньовічного бою поступово почали проводитися і в сусідніх державах, таких як Білорусь та Україна.  В інших європейських країнах історичний середньовічний бій почав набувати популярності не відразу. Перші експерименти спочатку проводилися в Польщі, і саме представники цієї країни були одними з перших, хто приїхав на «Битву Націй» у 2010 році.

## Правила
Існують Єдині міжнародні правила проведення таких боїв. Вони забороняють ряд особливо травмонебезпечних прийомів, а також регламентують допуск бійців і їх озброєння з тим, щоб дотримати історичну доказовість (достовірність) спорядження, а також виключити серйозні травми. Через те, що в різних країнах правила проведення боїв у ІСБ істотно відрізнялися, перші загальноприйняті правила були розроблені спеціально для проведення чемпіонату світу з історичного середньовічного бою «Битва Націй». При цьому на окремо взятому локальному турнірі правила все одно можуть відрізнятися (наприклад можуть бути заборонені удари в певні зони: нижче коліна, в коліно і т.п.), але міжнародні рейтингові заходи проводяться згідно з прийнятими міжнародними правилами історичного середньовічного бою.

## Тренування і підготовка бійців
Тренування проходять згідно з найефективнішими сучасними методиками підготовки бійця в єдиноборствах. Бійці ІСБ займаються кросфітом (бо бій в обладунках вагою тридцять кілограмів вимагає як дуже високих показників по силі, так і по витривалості та координації рухів з урахуванням додаткової ваги обладунків), суміжними єдиноборствами (вільною боротьбою, самбо, муай-тай та ін.), бігом тощо. Бійці досить часто використовують напрацювання інших контактних єдиноборств у своїй тренувальній практиці, наприклад, кругові тренування з боксу.

## Змагальні номінації
Історичний середньовічний бій, як і будь-який інший вид спорту ділиться на номінації. Всі номінації можна розділити на масові та одиночні номінації.

### Одиночні номінації
Одиночні номінації, вони ж бої «віч-на-віч» своєю чергою поділяються на турніри і професійні поєдинки. Номінації в ІСБ часто можуть створюватися під конкретний фестиваль, з урахуванням його цілей і особливих вимог історичності проведення.

#### Турніри
Турніри (дуелі) проходять на влучення, тобто один суперник іншому повинен нанести певну кількість очок/влучень (зазвичай 10) або максимальну кількість очок за певний час (2-3 хвилини). Турніри своєю чергою поділяються на: 
- «Щит-меч» (воїни б'ються один з одним, маючи в руках щит і меч),
- «Меч-меч» (у кожного воїна лише одноручний меч, щита немає),
- «Полуторний  меч» (у бійців в руках полуторні мечі)
- «Нестандарт» (зброя, яка не підпадає під перші дві категорії — бої на алебардах, дворучних сокирах, дворучних мечах і т.п.).

- «Триатлон» (три раунди з різною зброєю, перший — «полуторний меч», другий — «меч-баклер», третій — «щит-меч»).

#### Професійні поєдинки
Другим типом одиночної номінації ІСБ є професійні поєдинки. Бій проходить у форматі «три раунди по три хвилини». За правилами дозволені будь-які види ударної техніки (крім уколів - уколи заборонені в ІСБ, загалом, в будь-якій номінації) в будь-які частини тіла, виключення становлять шия, задня частина коліна, область паху, очі, стопи, і потилиця, якщо противник нахилений. Все інше, аж до боротьби (включаючи партер до 3 секунд без активних дій суперників) дозволено.

### Масові номінації
У масових боях правила трохи відрізняються. Зони ураження такі ж, але виграє той, хто просто залишився на ногах, влучення не підраховуються. 
- «2 на 2» (на одному полі зустрічається відразу кілька «двійок» бійців)
- «5 на 5»,
- «10 на 10»
- «21 на 21»,
- бугурти, та інші.

### HMB Soft
Дисципліна «HMB Soft» є самобутньою, унікальною, об'єднує в собі всі складові, властиві для будь-якої іншої спортивної дисципліни. Дисципліна являє собою єдиноборство спортсменів, які застосовують безпечне (м'яке) спортивне спорядження, представлене спортивним мечем і спортивним щитом. 
З дисципліни «HMB Soft» проводяться особисті та командні змагання.
Особисті змагання проводяться окремо в чоловічій і жіночій категоріях з поділом учасників на вікові групи 12-13 років, 14-15 років, 16-17 років. 
У командних змаганнях спортсмени проводять змагальні поєдинки з бійцями з команди суперника своєї категорії. Склад і кількість спортсменів в команді визначається положенням про змагання.